# Agustí Juli i Fabregat
Agustí Juli i Fabregat   () va ser un mestre de cases català de la nissaga dels Juli.

## Biografia
Era fill del també mestre de cases Benet Juli. Pel que fa la seva feina, es va encarregar del projecte i direcció de la fase final de les obres de l'església de Betlem de Barcelona a partir del 1732, on també va estar treballant el seu cosí Josep Juli i Vinyals. A més d'això, es coneix que va sol·licitar el càrrec de mestre d'obres municipal de Barcelona el 1742 o el 1748, quan el seu germà Josep exercia el càrrec, però Agustí no va arribar a exercir-lo mai.